# Bovinae
I Bovini (Bovinae Gray, 1821) sono una sottofamiglia appartenente alla famiglia Bovidae. Tutti caratterizzati dalla presenza di corna permanenti in uno o entrambi i sessi, sono diffusi in tutto il mondo, sia come areale originario sia importati dall'uomo per fini commerciali: tra di essi si contano specie familiari a tutti come le vacche, lo yak o il bufalo cafro, spesso fondamentali per le economie dei paesi dove vivono, ma anche le antilopi dalle corna a spirale e la rara antilope quadricorne, molto simile agli antenati degli attuali Bovini.

## Tassonomia
Famiglia Bovidae

Sottofamiglia Bovinae
- Genere Brabovus †;

Tribù Boselaphini
- Genere Boselaphus
  - Specie Boselaphus tragocamelus (nilgai)
- Genere Tetracerus
  - Specie Tetracerus quadricornis (antilope quadricorne)
- Genere Duboisia †
  - Specie Duboisia santeng †

Tribù Bovini
- Genere Parabos †;
- Genere Alephis †;
- Genere Leptobos †;
- Genere Epileptobos †;
- Genere Hemibos †;
- Genere Proamphibos †;
- Genere Simatherium †;
- Genere Ugandax †;
- Genere Pelorovis †;
- Genere Bubalus
  - Specie Bubalus bubalis (bufalo indiano)
    - Sottospecie Bubalus bubalis carabanensis (carabao)

  - Sp Bubalus cebuensis †;
  - Sp Bubalus murrensis †;
  - Sp Bubalus depressicornis (anoa di pianura)
  - Sp Bubalus mephistopheles (bufalo dalle corna corte) †;
  - Sp Bubalus mindorensis (tamarù)
  - Sp Bubalus quarlesi (anoa di montagna)
- Genere Bos
  - Specie Bos gaurus (gaur)
  - Sp Bos grunniens (yak)
  - Sp Bos javanicus (banteng)
  - Sp Bos sauveli (kouprey)
  - Sp Bos taurus (toro/vacca)
    - Ssp Bos taurus primigenius (uro) †;
- Genere Pseudonovibos
  - Specie Pseudonovibos spiralis (kting voar) (ritenuto da molti un falso)
- Genere Pseudoryx
  - Sp Pseudoryx nghetinhensis (saola)
- Genere Syncerus
  - Sp Syncerus caffer (bufalo cafro)
- Genere Bison
  - Specie Bison bison (bisonte americano)
  - Sp Bison bonasus (bisonte europeo)
  - Sp Bison antiquus †;
  - Sp Bison latifrons †;
  - Sp Bison schoetensacki †;
  - Sp Bison menneri †;
  - Sp Bison occidentalis †;
  - Sp Bison priscus (bisonte della steppa) †;

Tribù Strepsicerotini
- Genere Tragelaphus
  - Specie Tragelaphus angasii (nyala)
  - Sp Tragelaphus buxtoni (nyala di montagna)
  - Sp Tragelaphus eurycerus (bongo)
  - Sp Tragelaphus imberbis (kudu minore)
  - Sp Tragelaphus scriptus (tragelafo striato)
  - Sp Tragelaphus spekii (sitatunga)
  - Sp Tragelaphus strepsiceros (kudu maggiore)
- Genere Taurotragus
  - Specie Taurotragus derbianus (eland gigante)
  - Sp Taurotragus oryx (eland)